# Thouarcé
Thouarcé est une ancienne commune française située dans le département de Maine-et-Loire, en région Pays de la Loire, devenue le 1er janvier 2016, une commune déléguée de la commune nouvelle de Bellevigne-en-Layon.
Située dans la vallée du Layon, cette petite ville se trouve au sud d’Angers et de la Loire. Son territoire est essentiellement rural, et jusqu'en 1791, comprenait celui de Champ-sur-Layon.
La ville était le siège de la communauté de communes et un centre administratif et commercial.
On trouve sur le territoire une AOC réputée et produite dans la commune, le Bonnezeaux, un vin blanc liquoreux.

## Géographie

### Localisation
Thouarcé est une commune angevine de l'ouest de la France qui se trouve dans la partie sud de Maine-et-Loire, au centre d'un triangle Angers (23 km), Saumur (32 km) et Cholet (37 km),, sur la route D 24 qui va de Notre-Dame-d'Allençon (nord-est) à Valanjou (sud-ouest).
Située dans le Saumurois, en limite des Mauges, elle se trouve dans la région des coteaux du Layon.

### Géologie et relief
Vallée dominée par des coteaux, son territoire s'étale sur près de 19 km2 (1 874 hectares). Son altitude varie de 23 à 98 mètres, pour une altitude moyenne de 74 mètres. Son relief est très dépendant du réseau hydrographique, et particulièrement marqué au niveau du Layon, qui traverse la commune au niveau du bourg.
Situé sur un plateau légèrement en pente vers le nord-est, la géologie de son territoire se compose de terrains du Silurien inférieur, composés de schistes divers et de quartz, de terrains anthraxifères du Dévonien et de terrains tertiaires de l'étage falunien supérieur.
Thouarcé se trouve sur les unités paysagères du Plateau des Mauges et du Couloir du Layon. Cette dernière, aux confins du Poitou, est une vallée qui se compose de coteaux escarpés et de vignes, mais aussi de villages, de châteaux et de moulins qui dessinent un paysage aux ambiances contrastées, où l'ardoise cède peu à peu sa place à la tuile.

### Vallée du Layon

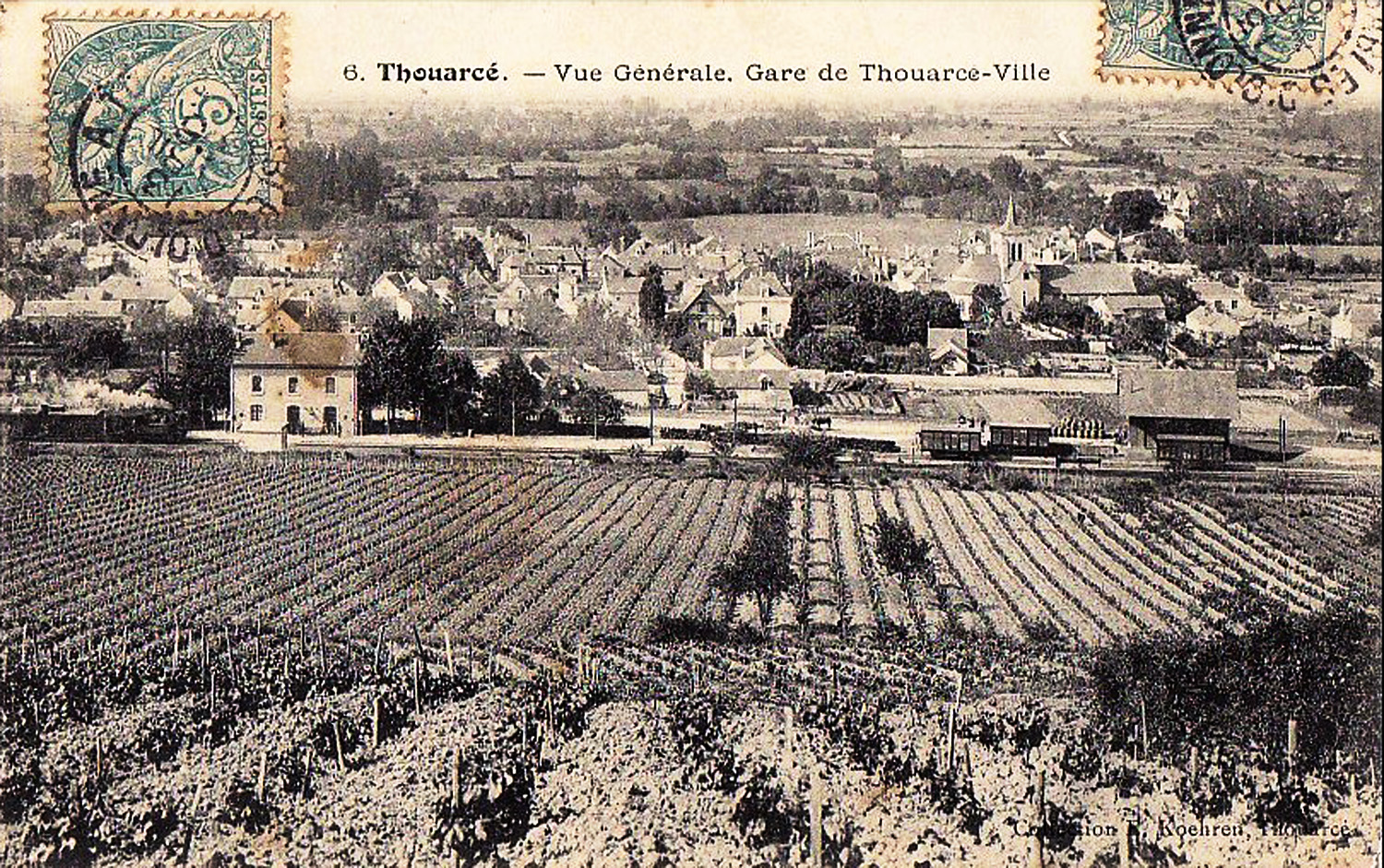
Coteau de Beauregard dominant le village de Thouarcé dont il est séparé par le Layon.

La vallée du Layon est un trait majeur de la morphologie régionale, où les coteaux dominent le lit de la rivière. Ce dénivelé correspond au passage d'une importante faille, la faille dite du Layon. On y trouve une géologie variée composée de roches volcaniques et de calcaires primaires.
La vallée du Layon se situe en zone naturelle d'intérêt écologique, floristique et faunistique (ZNIEFF). Son paysage se caractérise par une prédominance de la vigne, ainsi qu'une grande richesse botanique avec une flore originale et diversifiée.

### Hydrographie
La commune est traversée par la rivière du Layon, affluent en rive gauche de la Loire, qui borde l'ouest du bourg. Il alimenta des moulins jusqu'à la première moitié du XXe siècle.
On y trouve également les ruisseaux de l'Arbalêtrier, de Fontaine, du Ponge et du Javoineau,.
Cinq ponts enjambent le Layon, le pont de la Grande-Arche (1784, reconstruit en 1821), le pont sur l'ancien canal (reconstruit en 1830), le pont sur la boire (reconstruit en 1784), le pont sur le bief du moulin (élargi en 1868), et le grand pont du Prieuré (reconstruit en 1856).

### Climat
Son climat est tempéré, de type océanique. Le climat angevin est particulièrement doux, du fait de sa situation entre les influences océaniques et continentales. Généralement les hivers sont pluvieux, les gelées rares et les étés ensoleillés.
Vallée assez encaissée et présentant une situation géographique particulière, Thouarcé se situe dans la zone climatique la plus chaude du département. Le niveau d'ensoleillement y est élevé et les précipitations plus faibles que la moyenne.

### Voies de communication et transports
Plusieurs voies routières traversent la commune : au nord la D 125 (sud Layon, Rablay-sur-Layon), la D 120 (nord Layon, Faye-d'Anjou), sur un axe bord-sud la D 24 (Notre-Dame-d'Allençon, Valanjou), et au sud la D 199 (Champ-sur-Layon) et la D 125 (Martigné-Briand).
Transports en commun : la commune de Thouarcé est desservie par la ligne 19 (Angers Faveraye-Mâchelles) avec quatre arrêts sur son territoire, que sont Bonnezeaux le Lavoir, les Courcelles, place de la Mairie et le Moulin du Pont.
Même s'il y avait autrefois une desserte ferroviaire, ce n'est plus le cas aujourd'hui. La gare de TER la plus proche se situe à Chemillé (ligne Angers - La Possonnière - Cholet).

### Aux alentours
La commune de Thouarcé est constituée de plusieurs hameaux et lieux-dits : le Paradis, les Rondières, Beauregard, Grand'Fontaine, la Montagne, Bonnezeaux, le Petit Bonnezeaux, les Noues, la Cornemuse, Fesles, le Perray, la Sansonnière, Chandoiseau, l’Arbalêtrier, la Grande Maison, Faveraye, Orillé, Fontaine, Chasles, la Fontaine de Chasles, les Trottières, etc.
Les communes les plus proches sont Faye-d'Anjou (3 km), Faveraye-Mâchelles (3 km), Chavagnes (4 km), Champ-sur-Layon (6 km), Notre-Dame-d'Allençon (6 km), Rablay-sur-Layon (6 km), Martigné-Briand (7 km), Aubigné-sur-Layon (7 km), Vauchrétien (8 km), Beaulieu-sur-Layon (8 km).

## Urbanisme
Morphologie urbaine : La commune s'inscrit dans un territoire essentiellement rural.
En 2008, le nombre total de logements dans la commune est de 809. Parmi ces logements, 89 % sont des résidences principales, 5 % des résidences secondaires et 6 % des logements vacants. Ces logements sont pour une part de 93 % des maisons et de 7 % des appartements. Toujours sur l'ensemble des logements de la commune, 1 % sont des studios, 7 % des logements de deux pièces, 18 % de trois pièces, 25 % de quatre pièces, et 50 % des logements de cinq pièces ou plus.
Les résidences principales construites avant 2006, datent pour 47 % d'avant 1949, 9 % entre 1949 et 1974, 21 % entre 1975 et 1989, et 23 % entre 1990 et 2005.
Le nombre de ménages propriétaires de leur logements est de 67 %, proportion supérieure à la moyenne départementale (60 %), et le nombre de ménages locataires est de 31 %. On peut également noter que 2 % des logements sont occupés gratuitement.
L'ancienneté d'emménagement dans la résidence principale, rapporté au nombre de ménages, est de 13 % depuis moins de deux ans, 15 % entre deux et quatre ans, 19 % entre cinq et neuf ans, et 53 % de dix ans et plus.
En 2013 on trouve 855 logements dans la commune de Thouarcé, dont 92 % sont des résidences principales, pour une moyenne dans le département de 90 %, et dont 68 % des ménages en sont propriétaires.

## Toponymie et héraldique

### Toponymie
Formes anciennes du nom : Toarciacus au XIe siècle, Castro Toarciaco en 1073, Apud Toarcii en 1080, Pons de Toarceio en 1070, Prior de Toarce en 1095,Toarceiacus en 1100, pour retrouver ensuite Toarceio au XIIe siècle, Thoarce en 1212, Toarcé en 1287, avant de voir apparaitre Thouarcé en 1540. Après la révolution, on retrouvera Thouarcé en 1793, Thouarcé et le Champ en 1801, pour devenir ensuite Thouarcé.
L'étymologie de Thouarcé vient du nom d'homme d'origine germanique Theodoard ou Teodericus, suivi du suffixe -acus. Son étymologie n'a pas de lien avec celle de la commune de Thouars (Deux-Sèvres) dont le nom est lié à la rivière du Thouet.
Nom des habitants : Les Thouarcéens.

### Héraldique
| Thouarcé | Héraldique : de gueules au chevron d'argent accompagné de trois lionceaux du même. |

## Histoire

### Préhistoire et Antiquité
Plusieurs traces préhistoriques ont été trouvées sur le finage, dont des haches polies et des haches de bronze, ainsi qu'un dolmen, aux Trottières.
Des traces de l'époque gallo-romaine ont également été trouvées, dont des morceaux de marbre blanc et des monnaies romaines.

### Moyen Âge
Thouarcé est un vicus important aux Xe et XIe siècles. Ville close de l'Anjou, ce centre fortifié, dont l'enceinte renferme le château et trois églises (Saint-Jean, Saint-Lumin, Saint-Pierre), est à l'origine une forteresse franque établie sur l'unique passage du Layon, qui forme alors la limite naturelle entre l'Anjou et le Poitou.
Le fief relève du duché d'Anjou. Sous Foulque le Réchin (comté d'Anjou), l'éclat de la cour grandit alors que les principaux seigneurs d'Anjou, comme ceux de Thouarcé ou de Trèves, tentent de briguer les offices les plus prestigieux.
Au Moyen Âge, les seigneurs de Thouarcé étaient les mêmes que ceux de Gonnord (les Chemillé, les Doué, puis les L'Isle-Bouchard jusqu'à Jeanne de L'Isle-Bouchard († av. 1457), sœur cadette de Catherine. Jeanne de L'Isle eut quatre maris, dont Jean Jousseaume de Commequiers et La Forest, et Perceval Chabot de Liré et La Turmelière. Jeanne Jousseaume, la fille de Jeanne de L'Isle-Bouchard et Jean Jousseaume, épouse en 1440 Louis II de Beaumont-Bressuire : leur fils Thibaud de Beaumont (fl. 1491), frère de l'évêque Louis, est suivi de la descendance de leur sœur Catherine de Beaumont († av. 1485), dame du Plessis-Macé et de La Forest, qui avait marié en 1461 Eustache Ier du Bellay (vers 1440-1504), seigneur de Gizeux et du Bellay.

### Ancien Régime

La sénéchaussée d'Angers en Anjou au XVIIIe siècle.

Sous l'Ancien Régime, Thouarcé dépend de la Sénéchaussée d'Angers, qui couvre un territoire englobant la quasi moitié Ouest de l'Anjou.
Le Layon forme la limite entre les diocèses d'Angers et de la Rochelle, et les ponts de Thouarcé en revêtent une importance particulière. Thouarcé dépend du doyenné de Chemillé, de l'Élection d'Angers et du grenier à sel de Brissac. Jusqu'en 1791 la paroisse comprend le territoire de la commune du Champ.
René Ier du Bellay († av. 1532), fils d'Eustache du Bellay et Catherine de Beaumont, seigneur du Plessis-Macé, de La Forest, du Bellay et de Thouarcé, épouse vers 1496/1498 Marquise, fille de Pierre de Laval-Loué ; il est à noter que le dernier frère de René, Jean du Bellay (né vers 1480-† vers 1523) prit pour femme en 1504 Renée-Catherine Chabot de Liré La Turmelière, dame de Gonnord, arrière-petite-fille de Jeanne de L'Isle-Bouchard et Perceval Chabot : ils furent les parents du poète Joachim.
René du Bellay transmet à son fils cadet Jacques du Bellay († 1580), baron de Thouarcé, gouverneur du duché d'Anjou avant Bussy d'Amboise, père de René II († 1611), qui épouse en 1558 sa cousine éloignée Marie du Bellay, princesse d'Yvetot, dame de Glatigny et de Langey († 1611 ; elle était la petite-fille de Louis du Bellay de Langey, un frère puîné d'Eustache du Bellay, le bisaïeul de René II) : d'où Pierre/Charles († prédécédé en 1592 à Rouen ; baron de Thouarcé) et Martin III du Bellay (1571-1637), marquis de Thouarcé (juin 1608) et du Bellay, prince d'Yvetot, sgr. de Gizeux, La Forêt-sur-Sèvre, Benais... Martin III du Bellay est sans postérité survivante après 1661 : son fils aîné René du Bellay, † dès 1627, avait marié en 1624 Antoinette, fille de Charles d'Avaugour ; son cadet Charles du Bellay, † en février 1661, prince d'Yvetot, avait épousé en 1622/1632 Claude-Hélène de Rieux d'Assérac, arrière-petite-fille de François d'Assérac. Charles du Bellay laisse donc en 1661 à son petit-cousin Antoine-Saladin de Savigny d'Anglure d'Etoges (1603-1675), fils de Charles-Saladin et de Marie Babou de la Bourdaisière de Sagonne (fille de Georges Ier Babou et de Marie-Madeleine du Bellay, une des sœurs de Martin III).
Mais Antoine-Saladin de Savigny d'Anglure d'Etoges vend dès le 19 juillet 1663 le marquisat de Thouarcé à Henri-Albert de Cossé, 4e duc de Brissac (1645-1698). Sans postérité, Henri-Albert laisse à son cousin germain Artus-Antonin-Timoléon-Louis, 5e duc de Brissac (vers 1668-1709), suivi de son fils cadet le 7e duc Jean-Paul-Timoléon et des deux fils puînés de ce dernier, titrés marquis de Thouarcé : Pierre-Emmanuel-Joseph-Timoléon (1741-1756), et Louis-Hercule-Timoléon, 8e duc de Brissac; leur cousin germain François-Artus-Hyacinthe-Timoléon de Cossé-Brissac (1749-1803), avait épousé en 1781 Marie-Camille-Adélaïde de La Forest d'Armaillé, héritière du comté de Gonnord…

### Révolution
Même si l'insurrection vendéenne n'a jamais dépassé d'une façon stable la vallée du Layon, comme dans le reste de la région, elle marque de son empreinte le pays tout entier.
En 1793 se forment les colonnes infernales. Menées par le général Turreau lors de la guerre de Vendée, elles parcourent toute la région, dont le bourg de Thouarcé qui est incendié par deux fois, en 1793 et 1794.

### Thouarcé-le-Champ
Jusqu'en 1791 la paroisse de Thouarcé comprend le territoire de Champ-sur-Layon, desservie par la chapelle de Notre-Dame. La commune se nomme à l'époque Thouarcé et le Champ (voir toponymie de Thouarcé).
Détachée de celle de Thouarcé, la commune du Champ est créée en octobre 1791. Supprimée en 1801, elle est rétablie définitivement en juin 1820. Tout d'abord dénommée Le Champ elle prend ensuite pour nom Champ-sur-Layon en 1922.

### Époque contemporaine

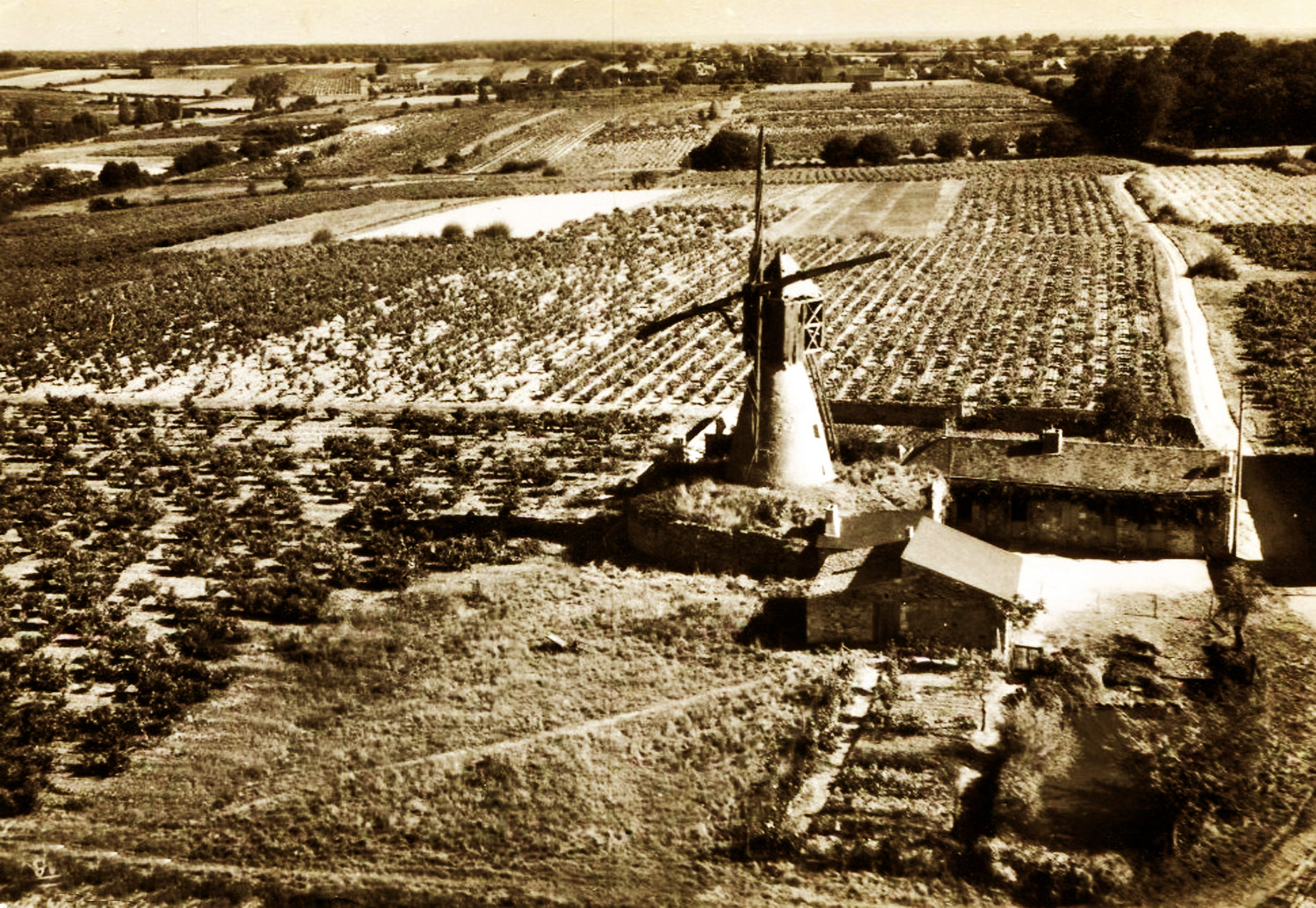
Vue aérienne du moulin (la tour de Beauregard) et du vignoble de Bonnezeaux.

À la réorganisation administrative qui suit la Révolution, Thouarcé est en 1790 chef-lieu de canton (de Thouarcé), dépendant du district de Vihiers, puis en 1800 de l'arrondissement de Saumur et ensuite de celui d'Angers.
Au XIXe siècle se développent les fours à chaux, dont ceux de la commune fonctionnent à partir de la molasse coquillière. Thouarcé compte aussi une importante activité viticole, renommée notamment pour ses vins blancs de Bonnezeaux. La viticulture constitue l'activité dominante.
Durant la Seconde Guerre mondiale, la tour de Beauregard (ancien moulin du XVIe siècle situé sur le coteau de Bonnezeaux) sert d'observatoire aux troupes allemandes, qui le détruisent à leur départ en août 1944.
En 2016, les communes de Champ-sur-Layon, Faveraye-Mâchelles, Faye-d'Anjou, Rablay-sur-Layon et Thouarcé se regroupent donnant naissance à la nouvelle commune de Bellevigne-en-Layon.

## Politique et administration

### Administration municipale

#### Administration actuelle
Depuis le 1er janvier 2016, Thouarcé constitue une commune déléguée au sein de la commune nouvelle de Bellevigne-en-Layon et dispose d'un maire délégué.
| Période                                  | Période  | Identité               | Étiquette | Qualité |
| ---------------------------------------- | -------- | ---------------------- | --------- | ------- |
| janvier 2016                             | mai 2020 | Jean-Yves Le Bars      |           |         |
| mai 2020                                 | en cours | Jean-François Vaillant |           |         |
| Les données manquantes sont à compléter. |          |                        |           |         |

#### Administration ancienne
La commune est créée à la Révolution (Thouarcé), séparée ensuite de la commune de Champ-sur-Layon. Canton en 1790, Thouarcé-le-Champ en 1801, puis Thouarcé.
Le conseil municipal est composé de 19 élus. Ses commissions sont : affaires scolaires, agriculture viticulture foncier, bâtiments, cimetière, communication, enfance jeunesse, environnement patrimoine, tourisme culture, finances, social, sports, urbanisme, voirie, assainissement collectif et non collectif.
| Période                                  | Période                  | Identité                         | Étiquette | Qualité                  |
| ---------------------------------------- | ------------------------ | -------------------------------- | --------- | ------------------------ |
| 1789                                     | 1791                     | Pierre-Étienne Dumesnil Dupineau |           |                          |
| 1793                                     |                          | ... Auzilliau                    |           |                          |
| 3 octobre 1797                           | janvier 1813             | Jean-Joseph Landry               |           | notaire                  |
| 10 février 1813                          |                          | B.-A. Michel de Cambourg         |           |                          |
| 17 avril 1815                            | 13 juillet 1815          | Jean-René Pantin                 |           |                          |
| juillet 1815                             | 24 août 1830 (démission) | B.-A. Michel de Cambourg         |           |                          |
| 14 septembre 1831                        |                          | Gabriel Humeau                   |           |                          |
| 29 avril 1832                            | 9 mars 1848              | Jean-Pierre Blot                 |           |                          |
| 11 août 1848                             |                          | Narcisse Dupont                  |           |                          |
| 1879                                     | 1882                     | Victor Labbé                     |           |                          |
| février 1882                             | mai 1882                 | Jean Maugin                      |           |                          |
| 1882                                     | 1902                     | Théobald de Soland               |           |                          |
| 1902                                     | 1908                     | Maurice de Soland                |           |                          |
| 1908                                     | 1912                     | Célestin Bidet                   |           |                          |
| 1912                                     | 1916                     | Maurice de Soland                |           |                          |
| 1919                                     | 1925                     | Victor Plichon                   |           |                          |
| 1925                                     | 9 avril 1934             | Joseph Pesneau                   |           |                          |
| 26 mai 1934                              | 1945                     | René Gouzit                      |           |                          |
| 1945                                     | 1971                     | Henri Raimbault                  | Radical   | Propriétaire viticulteur |
| 1971                                     | 1983                     | Roger Gourdon                    |           |                          |
| 14 mars 1983                             | 12 juin 2003             | Michel Piron                     | UMP       |                          |
| 13 juin 2003                             | 31 décembre 2015         | Jean-Yves Le Bars                |           |                          |
| Les données manquantes sont à compléter. |                          |                                  |           |                          |

#### Comptes de la commune
| Chiffres clés                                                 | En milliers d'Euros | En euros par habitant | Chiffres 2000 |
| ------------------------------------------------------------- | ------------------- | --------------------- | ------------- |
| Total des produits de fonctionnement (A)                      | 1 435               | 754                   | 915           |
| Total des charges de fonctionnement (B)                       | 1 072               | 563                   | 966           |
| Résultat comptable (R=A-B)                                    | 363                 | 191                   | -51           |
| Total des ressources d'investissement (C)                     | 1 443               | 758                   | 547           |
| Total des emplois d'investissement (D)                        | 881                 | 463                   | 327           |
| Besoin ou capacité de financement des investissements (E=D-C) | -563                | -296                  | 316           |
| Encours de la dette au 31/12                                  | 1 116               | 587                   | 261           |
| Annuité de la dette                                           | 99                  | 52                    | 79            |

| Fiscalité locale                    | Taux    |
| ----------------------------------- | ------- |
| Taxe d'habitation (y compris THLV)  | 9,26 %  |
| Foncier bâti                        | 10,98 % |
| Foncier non bâti                    | 23,76 % |
| Cotisation foncière des entreprises | 10,21 % |

### Ancienne situation administrative

#### Intercommunalité
La commune était membre en 2015 de la communauté de communes des Coteaux du Layon. Cette structure intercommunale, créée en 1994, regroupait douze communes qu'étaient Aubigné-sur-Layon, Beaulieu-sur-Layon, Champ-sur-Layon, Chavagnes, Faveraye-Mâchelles, Faye-d'Anjou, Martigné-Briand, Mozé-sur-Louet, Notre-Dame-d'Allençon, Rablay-sur-Layon, Saint-Lambert-du-Lattay et Thouarcé.
La communauté de communes des Coteaux du Layon avait pour objet l'aménagement de l'espace, les actions de développement économique d'intérêt communautaire, la voirie, le logement et le cadre de vie, la protection et la mise en valeur de l’environnement, fonctionnement des équipements communautaires, le service incendie et secours, tourisme, hydraulique. Elle était membre du syndicat mixte Pays de Loire en Layon, structure administrative d'aménagement du territoire comprenant quatre communautés de communes : Coteaux-du-Layon, Gennes, Loire-Layon et Vihiersois-Haut-Layon. À la suite de la révision du schéma départemental de coopération intercommunale, le 1er janvier 2017 les communautés de communes Loire-Layon, Coteaux du Layon et Loire Aubance fusionnent dans la communauté de communes Loire Layon Aubance.
La commune était adhérente d'autre structures locales, comme le SMITOM du Sud Saumurois (syndicat mixte pour la collecte et le traitement des ordures ménagères), dont le siège se situe à Doué-la-Fontaine. Il fut créé en 1982 par le regroupement des syndicats intercommunaux à vocation multiple des régions de Doué-la-Fontaine et de Montreuil-Bellay.

#### Autres circonscriptions
Jusqu'en 2014, la commune fait partie du canton de Thouarcé, dont elle est le chef-lieu, et de l'arrondissement d'Angers,. Le canton de Thouarcé compte alors dix-sept communes, dont Champ-sur-Layon, Chavagnes, Faveraye-Mâchelles, Faye-d'Anjou, Notre-Dame-d'Allençon, Rablay-sur-Layon et Thouarcé. C'est l'un des quarante-et-un cantons que compte le département ; circonscriptions électorales servant à l'élection des conseillers généraux, membres du conseil général du département. Dans le cadre de la réforme territoriale, un nouveau découpage territorial pour le département de Maine-et-Loire est défini par le décret du 26 février 2014. Le canton de Thouarcé disparait et la commune est rattachée au canton de Chemillé-Melay, avec une entrée en vigueur au renouvellement des assemblées départementales de 2015.
Thouarcé se situait dans la quatrième circonscription de Maine-et-Loire, composée de six cantons dont Montreuil-Bellay et Vihiers ; la quatrième circonscription de Maine-et-Loire étant l'une des sept circonscriptions législatives que compte le département.

#### Instances judiciaires
Il n'y a pas d'administrations judiciaires à Thouarcé.
Le Tribunal d'instance, le Conseil de prud'hommes, le Tribunal de grande instance, la Cour d'appel, le Tribunal pour enfants, le Tribunal de commerce, se situent à Angers, tandis que le Tribunal administratif et la Cour administrative d'appel se situent à Nantes.

### Jumelages et partenariats
La ville de Thouarcé ne comporte pas de jumelage.

## Population et société

### Évolution démographique
L'évolution du nombre d'habitants est connue à travers les recensements de la population effectués dans la commune depuis 1793. À partir du 1er janvier 2009, les populations légales des communes sont publiées annuellement dans le cadre d'un recensement qui repose désormais sur une collecte d'information annuelle, concernant successivement tous les territoires communaux au cours d'une période de cinq ans. 
Pour les communes de moins de 10 000 habitants, une enquête de recensement portant sur toute la population est réalisée tous les cinq ans, les populations légales des années intermédiaires étant quant à elles estimées par interpolation ou extrapolation. Pour la commune, le premier recensement exhaustif entrant dans le cadre du nouveau dispositif a été réalisé en 2008,.
En 2013, la commune comptait 1 914 habitants, en évolution de +5,16 % par rapport à 2008 (Maine-et-Loire : +3,3 %, France hors Mayotte : +2,49 %).
| 1793  | 1800  | 1806  | 1821  | 1831  | 1836  | 1841  | 1846  | 1851  |
| ----- | ----- | ----- | ----- | ----- | ----- | ----- | ----- | ----- |
| 1 510 | 1 512 | 2 059 | 1 630 | 1 671 | 1 644 | 1 630 | 1 462 | 1 710 |

| 1856  | 1861  | 1866  | 1872  | 1876  | 1881  | 1886  | 1891  | 1896  |
| ----- | ----- | ----- | ----- | ----- | ----- | ----- | ----- | ----- |
| 1 696 | 1 706 | 1 733 | 1 626 | 1 700 | 1 807 | 1 653 | 1 559 | 1 527 |

| 1901  | 1906  | 1911  | 1921  | 1926  | 1931  | 1936  | 1946  | 1954  |
| ----- | ----- | ----- | ----- | ----- | ----- | ----- | ----- | ----- |
| 1 545 | 1 551 | 1 516 | 1 439 | 1 513 | 1 531 | 1 594 | 1 544 | 1 544 |

| 1962  | 1968  | 1975  | 1982  | 1990  | 1999  | 2008  | 2013  | - |
| ----- | ----- | ----- | ----- | ----- | ----- | ----- | ----- | - |
| 1 602 | 1 601 | 1 498 | 1 452 | 1 546 | 1 682 | 1 820 | 1 914 | - |

### Pyramide des âges
La population de la commune est relativement âgée. Le taux de personnes d'un âge supérieur à 60 ans (24,9 %) est en effet supérieur au taux national (21,8 %) et au taux départemental (21,4 %).
À l'instar des répartitions nationale et départementale, la population féminine de la commune est supérieure à la population masculine. Le taux (51,9 %) est du même ordre de grandeur que le taux national (51,9 %).
La répartition de la population de la commune par tranches d'âge est, en 2008, la suivante :
- 48,1 % d’hommes (0 à 14 ans = 20,2 %, 15 à 29 ans = 16,6 %, 30 à 44 ans = 22,7 %, 45 à 59 ans = 19,3 %, plus de 60 ans = 21,1 %) ;
- 51,9 % de femmes (0 à 14 ans = 21,3 %, 15 à 29 ans = 14,2 %, 30 à 44 ans = 18,1 %, 45 à 59 ans = 18,1 %, plus de 60 ans = 28,4 %).

| Hommes | Classe d’âge | Femmes |
| ------ | ------------ | ------ |
| 0,9    | 90 ans ou +  | 2,1    |
| 8,2    | 75 à 89 ans  | 12,0   |
| 12,0   | 60 à 74 ans  | 14,3   |
| 19,3   | 45 à 59 ans  | 18,1   |
| 22,7   | 30 à 44 ans  | 18,1   |
| 16,6   | 15 à 29 ans  | 14,2   |
| 20,2   | 0 à 14 ans   | 21,3   |

| Hommes | Classe d’âge | Femmes |
| ------ | ------------ | ------ |
| 0,4    | 90 ans ou +  | 1,1    |
| 6,3    | 75 à 89 ans  | 9,5    |
| 12,1   | 60 à 74 ans  | 13,1   |
| 20,0   | 45 à 59 ans  | 19,4   |
| 20,3   | 30 à 44 ans  | 19,3   |
| 20,2   | 15 à 29 ans  | 18,9   |
| 20,7   | 0 à 14 ans   | 18,7   |

### Vie locale
Les structures présentes dans la commune sont une école maternelle et primaire public et une privée, une halte garderie, un centre de loisirs et un accueil périscolaire, un collège public et un collège privé, une bibliothèque intercommunale, une piscine intercommunale, un cinéma, une gendarmerie, un centre de secours, un bureau de poste et une trésorerie.
Un service de ramassage des ordures ménagères (collecte sélective) est assuré par le SMITOM du Sud Saumurois. On ne trouve qu'une seule déchèterie sur le territoire de l'intercommunalité, située au Bottereau à Thouarcé.
En 2010, la ville de Thouarcé a été classée une fleur au concours des villes et villages fleuris.

### Enseignement
Située dans l'académie de Nantes, la commune compte deux écoles et deux collèges :
- école Jules-Spal,
- école privée Saint-Pierre,
- collège Les Fontaines,
- collège privé Saint-Paul[55].

### Sports
Il existe plusieurs infrastructures sportives (salle omnisports, stade, courts de tennis) qui permettent la pratique de nombreuses activités sportives.

### Santé
Plusieurs professionnels de la santé se trouvent sur le territoire communal : médecins généralistes, psychologue de l'enfance, chirurgien dentiste, pharmacie, optique. On y trouve également une maison de retraite, place du Moulin du Pont. Il n'y a pas de laboratoire d'analyses médicales, le plus proche se trouvant à Brissac-Quincé.
Deux structures se trouvent à Martigné-Briand, l'hôpital local (99 places) et l'établissement d'hébergement pour personnes âgées dépendantes (72 places).

### Écologie et recyclage
La collecte et le tri des déchets sont pris en charge par le SMITOM du Sud Saumurois. Une déchèterie est présente sur le territoire (route de Rablay).

### Cultes
La paroisse de Thouarcé, de culte catholique, fait partie du diocèse d'Angers, doyenné du Layon.

## Économie

### Revenus de la population et fiscalité
En 2009, le revenu fiscal médian par ménage dans la commune de Thouarcé était de 15 861 €, pour 15 716 € sur l'année précédente, et pour 17 211 € sur l'ensemble du département.

### Tissu économique
Implanté en territoire rural, Thouarcé est le centre administratif et commercial de la région.
Au XIXe siècle on y fait le commerce des barriques, des vins et des céréales.
En 2008, sur les 196 établissements présents dans la commune, 38 % relèvent du secteur du commerce et des services, et 27 % de celui de l'agriculture. Deux ans plus tard, en 2010, sur les 204 établissements présents dans la commune, 24 % relèvent du secteur de l'agriculture (pour une moyenne de 17 % dans le département), 9 % du secteur de l'industrie, 6 % du secteur de la construction, 40 % de celui du commerce et des services et 21 % du secteur de l'administration et de la santé. Le tissu économique se compose de nombreuses petites entreprises ; seuls 8 % des établissements comptent plus de 10 salariés.
Sur les 193 établissements présents dans la commune à fin 2014, 16 % relèvent du secteur de l'agriculture (pour une moyenne de 11 % dans le département), 8 % du secteur de l'industrie, 6 % du secteur de la construction, 48 % de celui du commerce et des services et 22 % du secteur de l'administration et de la santé.

### Agriculture

Vignobles de la vallée de la Loire.

Situé dans la région viticole du Val de Loire, une des principales activités agricoles est la viticulture, avec notamment l’appellation Bonnezeaux (AOC), vin blanc liquoreux devenu Appellation d'origine contrôlée (AOC) en 1951. Il est produit sur 104 hectares uniquement dans la commune de Thouarcé. L'AOC Bonnezeaux est, avec l'AOC Quarts de Chaume, un des plus célèbres crus de l'Anjou.
Le vignoble est implanté sur trois coteaux en pente forte bordant le Layon dont un constitue le lieu-dit La Montagne. Les sols se composent de schistes avec des filons de quartz et de phtanites. L'exposition sud, ainsi que la nature du sol, favorisent une précocité végétative et permettent l'obtention de vendanges surmûries.

Situé au fond d'une vallée et entouré de collines d'où les vignes peuvent bénéficier pleinement du soleil, on produit aussi dans la commune le Coteaux-du-layon (AOC). Une coopérative est présente sur le territoire, comprenant trois entités : une coopérative céréalière, une coopérative de distillation (née en 1905) et des caves de vinification.
Liste des appellations présentes sur le territoire :
- AOC - AOP Anjou blanc, Anjou gamay, Anjou gamay nouveau ou primeur, Anjou rouge, Anjou Villages, Bonnezeaux, Cabernet d'Anjou, Cabernet d'Anjou nouveau ou primeur, Coteaux du Layon Sélection de grains nobles, Coteaux du Layon, Rosé d'Anjou, Rosé d'Anjou nouveau ou primeur, Rosé-de-loire,
- AOC - AOP Anjou mousseux blanc, Anjou mousseux rosé, Crémant de Loire blanc, Crémant de Loire rosé, Vin destiné à l'élaboration de Crémant de Loire blanc, Vin destiné à l'élaboration de Crémant de Loire rosé,
- AOC Maine-Anjou, IGP Bœuf du Maine, Volailles de Cholet, Volailles d’Ancenis, Brioche vendéenne.

### Entreprises et commerces
Principale ville du canton, tel que constitué à la fin du XVIIIe, on y trouve plusieurs commerces et services (boulangerie pâtisserie, coiffure, garage, etc), ainsi qu'un supermarché Super U. Un marché local a lieu chaque mardi.
Plusieurs activités artisanales sont également présentes dans la commune : espaces verts, maçonnerie, menuiserie, etc., ainsi qu'une entreprise de cartonnage et un laboratoire vinicole.
On trouve dans la commune une zone artisanale (Rondières) et une zone industrielle.

### Tourisme
Outre un camping (camping de l’Écluse), on trouve sur Thouarcé plusieurs structures de restauration et d'hébergement.
Une flamme postale des années 1990 à l'effigie de la commune évoque ses coteaux et ses vignobles ainsi que les loisirs du camping et de la pêche.

### Activité économique de la région
Sur le territoire cantonal on trouve 1 852 établissements à fin 2010, répartis pour 32 % relèvent du secteur de l'agriculture (pour une moyenne de 17 % dans le département), 6 % du secteur de l'industrie, 10 % du secteur de la construction, 40 % de celui du commerce et des services et 12 % du secteur de l'administration et de la santé.
En 2009, sur les 1 757 établissements présents, 39 % relèvent du secteur du commerce et des services (pour 52 % sur l'ensemble du département) et 34 % dans le secteur de l'agriculture (pour 18 % dans le département).
Seuls 5 % des établissements comptent alors plus de 10 salariés, pour 8 % sur l'ensemble du département.

## Culture et patrimoine

### Lieux et monuments

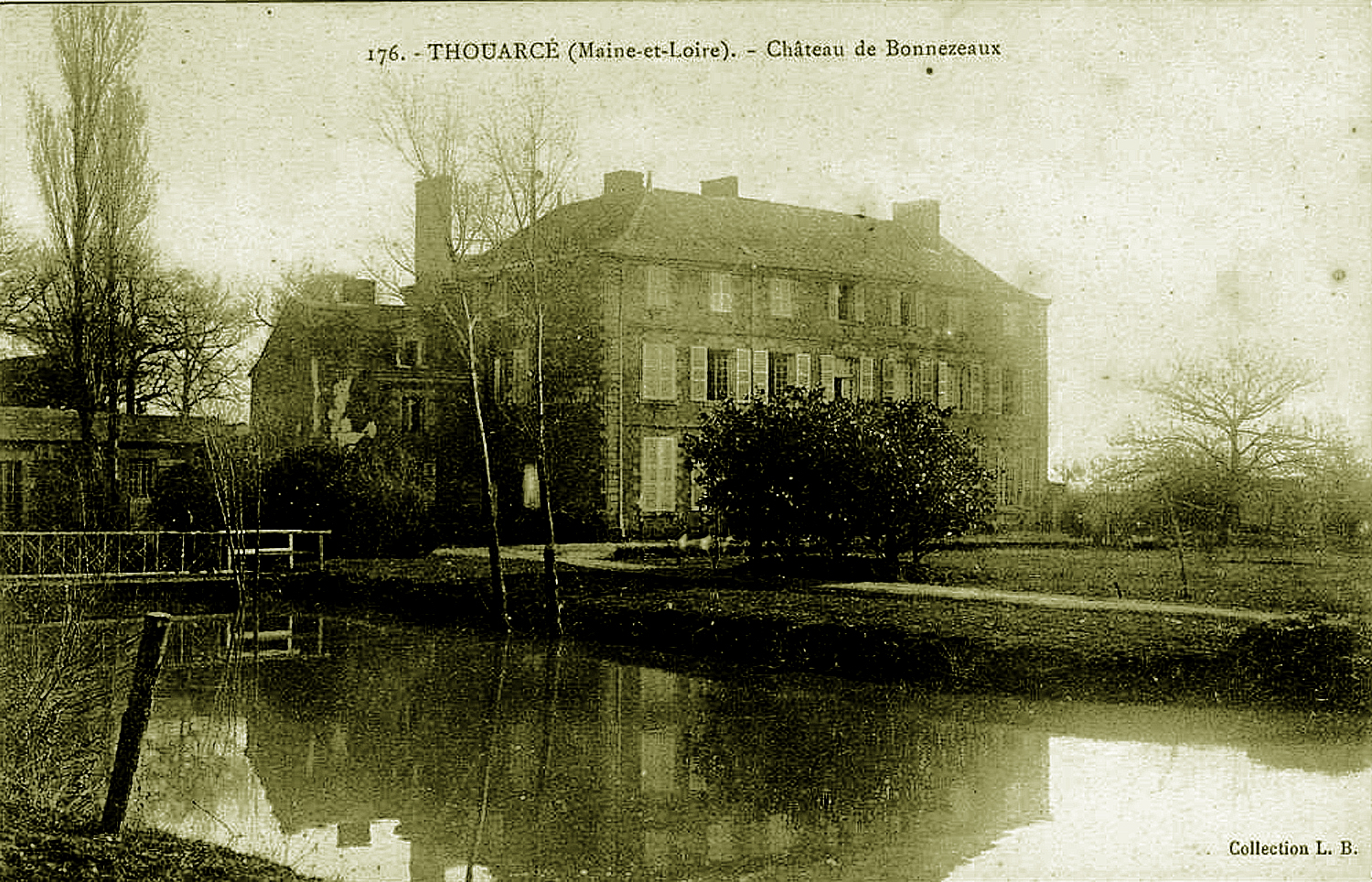
Château de Bonnezeaux.

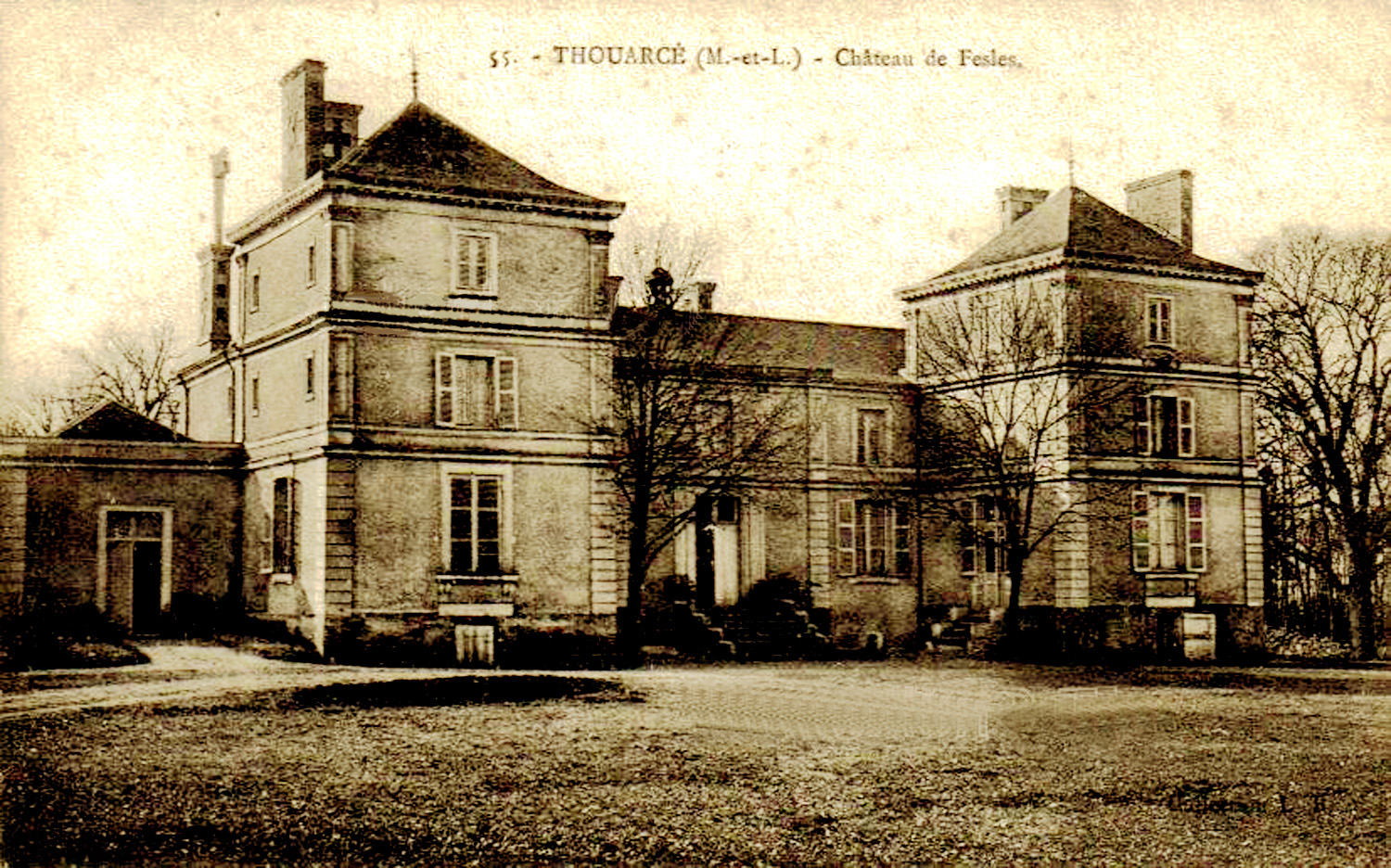
Château de Fesle.

La commune de Thouarcé comporte plusieurs inscriptions à l'Inventaire, dont deux monuments historiques :
- Manoir Le Gué du Berge, 2 rue des Fontaines, du XIXe siècle, monument classé pour la maison de maître du XIXe siècle, pour les façades et les toitures des communs, le parc (avec la serre, l’ancienne ferme-communs, la maison du jardinier, la pompe), et la chapelle prieurale[71] Saint-Jean du XIIe siècle, Monument historique Inscrit par arrêté du 9 mai 2006 (PA49000054).
- Moulin de la Montagne, au milieu des vignes, du XIXe siècle, de type cavier, Monument historique Inscrit par arrêté du 30 juillet 1980 (PA00109371).
- Chapelle d'Orillé, du XIXe siècle, Inventaire général du patrimoine culturel.
- Chapelle Notre-Dame des Sept Douleurs[réf. nécessaire].
- Église paroissiale Saint-Pierre, des XIIe et XIXe siècles, Inventaire général du patrimoine culturel.
- Plusieurs maisons des XVe XVIe et XVIIe siècles, Inventaire général du patrimoine culturel.
- Moulin à eau dit moulin du Prieur, moulin à blé, Inventaire général du patrimoine culturel.

Autres lieux et monuments :
- La rue des Trois-Ponts.

### Personnalités liées à la commune
- François de la Croix (?-1625?), curé de Thouarcé, docteur en théologie, membre de l’ordre des Carmes, auteur de divers traités de philosophie et de théologie.
- René-François Soyer (1767-1845), né à Thouarcé, évêque de Luçon (1817-1845), frère du suivant.
- Jean-Aimé de Soyer (1768-1823), né à Thouarcé, militaire et homme politique français, capitaine, major général de l'armée d'Anjou en 1794, frère du précédent.
- Victorin Larevellière (1791-1867), homme politique, député de 1830 à 1831 et de 1834 à 1837, maire d'Avrillé y est mort.
- Roger Gourdon (1908-2001), ingénieur agronome de Montpellier, maire de Thouarcé de 1971 à 1983, commandeur du mérite agricole, président de la fédération viticole de Maine-et-Loire et chevalier des sacavins d'Anjou.
- René Renou (1952-2006), vigneron dans la commune, président du syndicat des producteurs de grands vins de Bonnezeaux[72], président de l'Institut national des appellations d’origine[73].

## Pour approfondir